# Jurat
Pour l’article ayant un titre homophone, voir Jura.
Un jurat est, dans certaines villes en particulier du sud-ouest de la France (Bordeaux et La Rochelle), dans le royaume de Valence ou dans les îles Anglo-Normandes, un magistrat municipal assermenté. Le mot, d'origine  occitane, est issu du latin juratus, « qui a prêté serment ».
C'est aussi un nom parfois donné aux administrateurs élus d'une corporation ou d'un corps de métier ; on emploie également le mot « juré ».

## En France
Ainsi à Bordeaux dès 1206, la ville se dote d'institutions municipales, on parle des jurats de Bordeaux (ce sont les consuls, échevins ou capitouls des autres communes). Les jurats élisent un maire, Michel de Montaigne est certainement le plus célèbre d'entre eux.

## Îles Anglo-Normandes
À Jersey et à Guernesey, un collège de douze jurés-justiciers (en anglais : jurats) forment la Cour Royale de chacune de ces deux îles Anglo-Normandes,. Les Jurés-Justiciers, en tant que laïcs, sont des juges de fait plutôt que de droit, ils supervisent les moyens de transport et les licences d'alcool. À Aurigny, cependant, les jurés-justiciers sont des juges de fait et de droit (assistés par un greffier) tant en matière civile que pénale.